# 佩德拉多拉达
佩德拉多拉达是巴西米纳斯吉拉斯州的一个市镇。总面积70.362平方公里，总人口2100人，人口密度29.8人/平方公里。